# John Goode (Politiker)

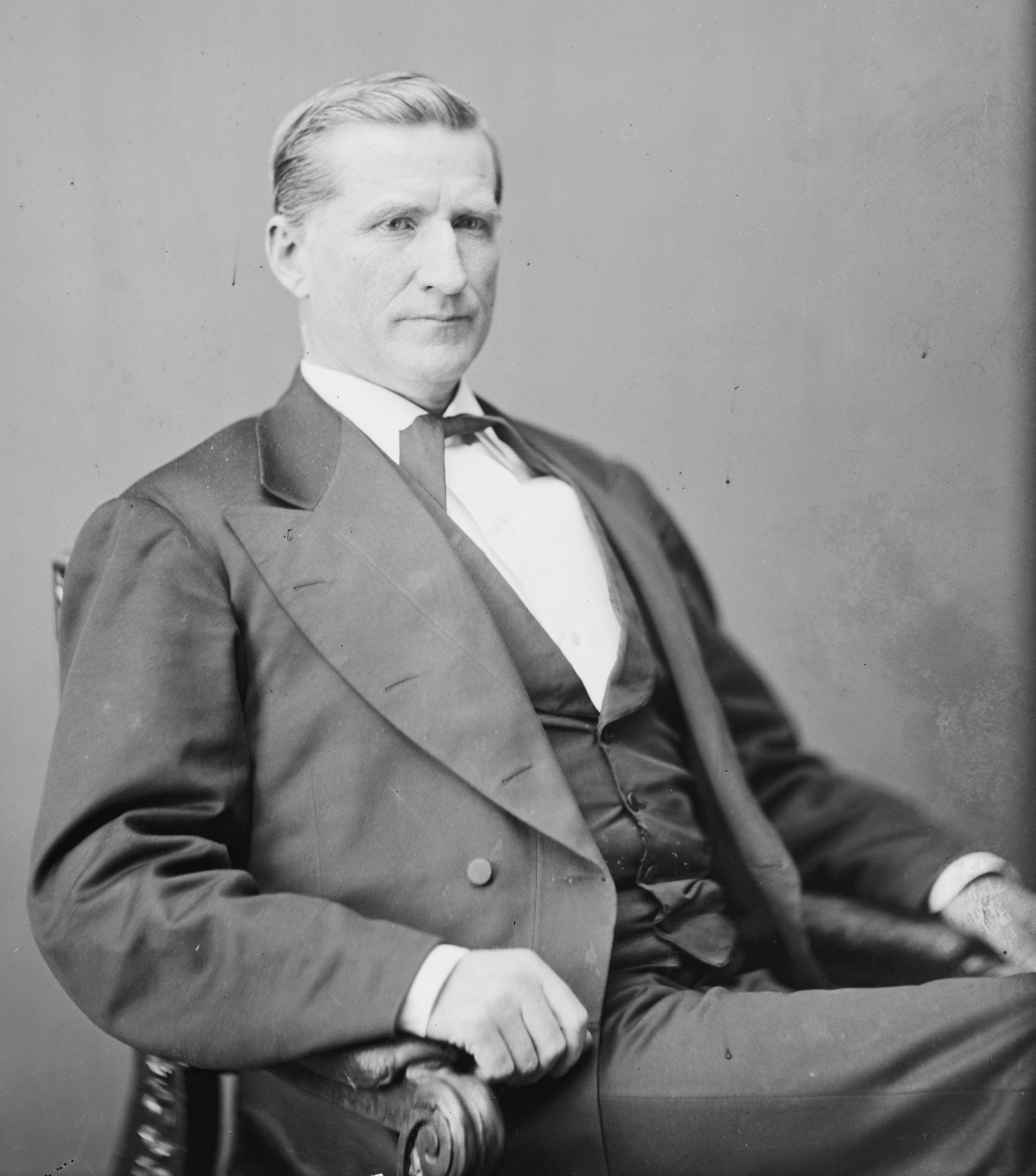
John Goode

John Goode Jr. (* 27. Mai 1829 im Bedford County, Virginia; † 14. Juli 1909 in Norfolk, Virginia) war ein US-amerikanischer Jurist und Politiker (Demokratische Partei), der den Bundesstaat Virginia im Konföderiertenkongress und im US-Repräsentantenhaus vertrat. Überdies amtierte er von 1885 bis 1886 als United States Solicitor General.

## Politiker in Virginia
Goode machte seinen College-Abschluss 1848 in Emory und studierte danach in Lexington die Rechtswissenschaften. 1851 wurde er in die Anwaltskammer aufgenommen und begann in Liberty zu praktizieren. Im Jahr 1852 gehörte er dem Abgeordnetenhaus von Virginia an; 1861 nahm er am Staatskonvent teil, der Virginias Sezession von den Vereinigten Staaten beschloss.
In der Konföderation blieb er politisch aktiv und wurde ins Repräsentantenhaus des ersten sowie des zweiten Konföderiertenkongresses gewählt. Seine Amtszeit begann am 22. Februar 1862 und endete mit der Niederlage der Konföderierten im Jahr 1865. Während der parlamentarischen Pausen war er in der Konföderiertenarmee als freiwilliger Helfer im Stab von Generalmajor Jubal A. Early tätig.

## Wechsel nach Washington
Nach dem Krieg arbeitete Goode wieder als Anwalt und gehörte zwischen 1866 und 1867 erneut dem Parlament von Virginia an. Nach einem Umzug nach Norfolk im Jahr 1887 verlegte er seine Praxis nach Washington; eine weitere Amtszeit im Abgeordnetenhaus schloss sich an. Schließlich wurde er ins US-Repräsentantenhaus gewählt, wo er vom 6. Dezember 1875 bis zum 3. März 1881 verblieb. In dieser Zeit war er unter anderem Vorsitzender des Ausschusses für Bildung und Arbeit.
In den Jahren 1868 und 1872 war Goode Delegierter zur Democratic National Convention; er vertrat seine Partei zudem 1884 als Wahlmann im Electoral College, wie er es zuvor schon 1852 und 1856 getan hatte. Im Mai 1885 berief ihn US-Präsident Grover Cleveland dann ins Amt des Solicitor General, des obersten Prozessbevollmächtigten der Bundesregierung. Er bekleidete diesen Posten bis August 1886, ehe ihn George A. Jenks ablöste. Während seiner Amtszeit besuchte er British Columbia wegen eines Auslieferungsfalles.
In hohem Alter war Goode schließlich noch Präsident der Anwaltsvereinigung von Virginia und stand von 1901 bis 1902 dem Verfassungskonvent seines Staates vor.